# 89-й гвардейский истребительный авиационный полк
89-й гвардейский истребительный авиационный Оршанский ордена Богдана Хмельницкого полк (89-й гв. иап) — воинская часть Военно-Воздушных сил (ВВС) Вооружённых Сил РККА, принимавшая участие в боевых действиях Великой Отечественной войны.

## Наименования полка
- 12-й истребительный авиационный полк;
- 89-й гвардейский истребительный авиационный полк;
- 89-й гвардейский истребительный авиационный Оршанский полк;
- 89-й гвардейский истребительный авиационный Оршанский ордена Богдана Хмельницкого полк;
- Полевая почта 49710.

|  | Як-9 | Як-7 |

## Создание полка
89-й гвардейский истребительный авиационный полк образован 1 мая 1943 года путём преобразования из 12-го истребительного авиационного полка в гвардейский за образцовое выполнение боевых задач и проявленные при этом мужество и героизм на основании Приказа НКО СССР.

## Расформирование полка
89-й гвардейский истребительный авиационный Оршанский ордена Богдана Хмельницкого 14 апреля 1947 года расформирован вместе с 12-й гвардейской истребительной авиационной дивизией во 2-й воздушной армии Центральной группы войск

## В действующей армии
В составе действующей армии:
- с 26 мая 1943 года по 20 августа 1943 года, всего 86 дней
- с 16 октября 1943 года по 6 марта 1944 года, всего 142 дня
- с 20 июня 1944 года по 13 сентября 1944 года, всего 85 дней
- с 14 ноября 1944 года по 11 мая 1945 года, всего 178 дней

Итого — 491 день

## Командиры полка
- майор Лысенко Иван Петрович[6], 24.06.1941 — 12.10.1941
- майор Логвинов Пётр Трофимович[6], 12.10.1941 — 06.01.1943
- майор Власов Виктор Васильевич[6], 06.01.1943 — 31.12.1945

## В составе соединений и объединений

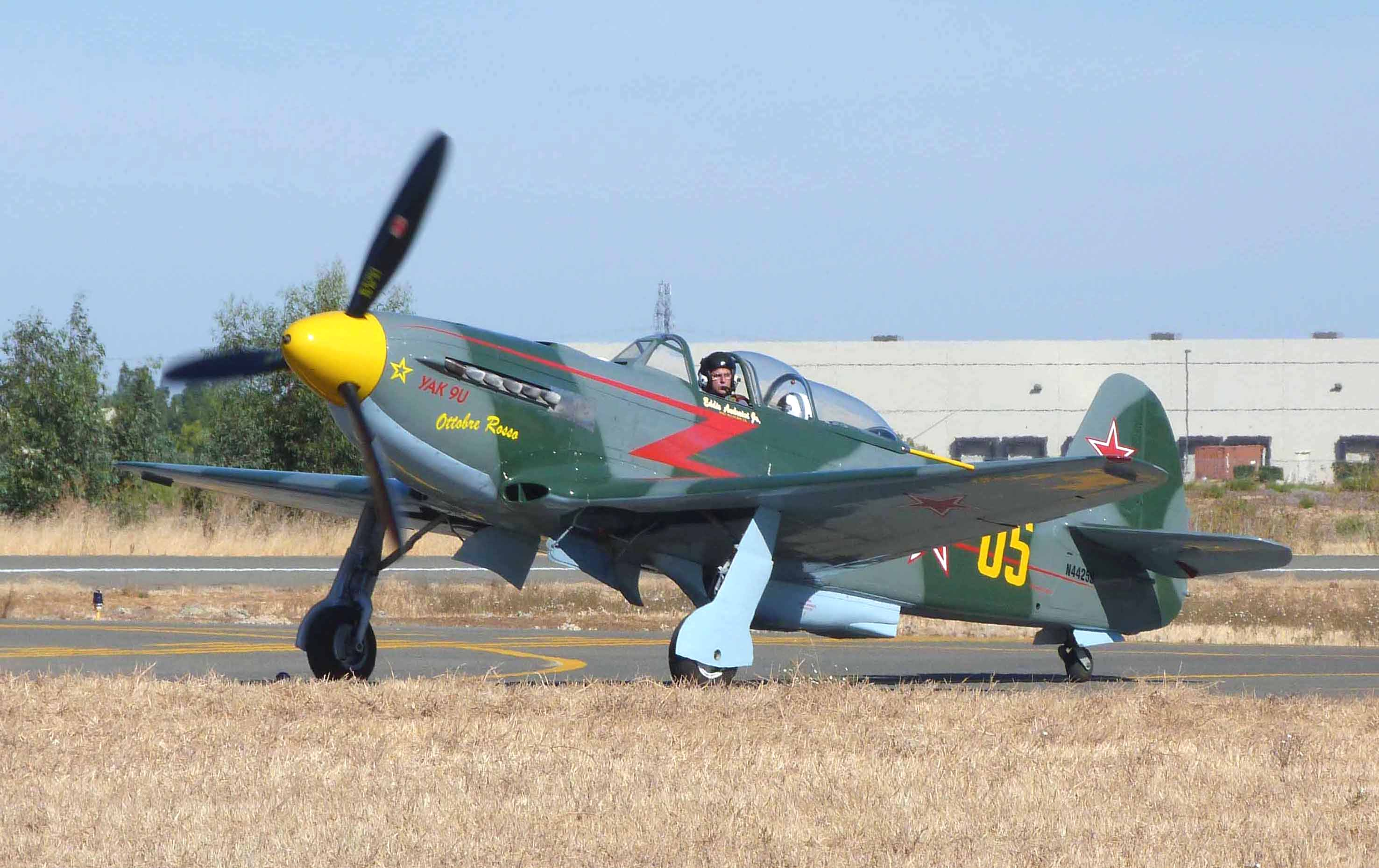
Як-9У

| Период        | Фронт (округ)            | армия                | корпус                                | дивизия                                             | примечание                    |
| ------------- | ------------------------ | -------------------- | ------------------------------------- | --------------------------------------------------- | ----------------------------- |
| 01.05.1943 г. | Резерв Ставки ВГК        |                      | 2-й истребительный авиационный корпус | 7-я гвардейская истребительная авиационная дивизия  | Як-7Б                         |
| 26.05.1943 г. | Воронежский фронт        | 2-я воздушная армия  | 2-й истребительный авиационный корпус | 7-я гвардейская истребительная авиационная дивизия  | Як-7б                         |
| 28.06.1943 г. | Западный фронт           | 1-я воздушная армия  | 2-й истребительный авиационный корпус | 7-я гвардейская истребительная авиационная дивизия  | Самолёты Як-1, Як-7б          |
| 28.07.1943 г. | Брянский фронт           | 15-я воздушная армия | 2-й истребительный авиационный корпус | 7-я гвардейская истребительная авиационная дивизия  | Самолёты Як-1, Як-7б          |
| 21.08.1943 г. | Резерв Ставки ВГК        |                      | 2-й истребительный авиационный корпус | 7-я гвардейская истребительная авиационная дивизия  | перевооружён на Як-9Д и Як-9Т |
| 16.10.1943 г. | Калининский фронт        | 3-я воздушная армия  | 2-й истребительный авиационный корпус | 7-я гвардейская истребительная авиационная дивизия  | Як-9Д и Як-9Т                 |
| 20.10.1943 г. | Прибалтийский фронт      | 3-я воздушная армия  | 2-й истребительный авиационный корпус | 7-я гвардейская истребительная авиационная дивизия  | Як-9Д и Як-9Т                 |
| 07.03.1944 г. | Резерв Ставки ВГК        |                      | 2-й истребительный авиационный корпус | 7-я гвардейская истребительная авиационная дивизия  | Як-9Д и Як-9Т                 |
| 20.06.1944 г. | 3-й Белорусский фронт    | 1-я воздушная армия  | 2-й истребительный авиационный корпус | 7-я гвардейская истребительная авиационная дивизия  | Як-9Д и Як-9Т                 |
| 14.09.1944 г. | Резерв Ставки ВГК        |                      | 2-й истребительный авиационный корпус | 7-я гвардейская истребительная авиационная дивизия  | Як-9Д и Як-9Т                 |
| 14.11.1944 г. | 1-й Украинский фронт     | 2-я воздушная армия  | 2-й истребительный авиационный корпус | 7-я гвардейская истребительная авиационная дивизия  | Як-9Д и Як-9Т                 |
| 28.01.1945 г. | 1-й Украинский фронт     | 2-я воздушная армия  | 2-й истребительный авиационный корпус | 7-я гвардейская истребительная авиационная дивизия  | Як-9Д и Як-9Т                 |
| 11.05.1945 г. | 1-й Украинский фронт     | 2-я воздушная армия  | 2-й истребительный авиационный корпус | 7-я гвардейская истребительная авиационная дивизия  | Як-9У                         |
| 01.12.1945 г. | Центральная группа войск | 2-я воздушная армия  | 5-й истребительный авиационный корпус | 12-я гвардейская истребительная авиационная дивизия | Як-9У                         |
| 14.04.1947 г. | Центральная группа войск | 2-я воздушная армия  | 5-й истребительный авиационный корпус | 12-я гвардейская истребительная авиационная дивизия | расформирован                 |

## Участие в сражениях и битвах
- Курская битва — с 5 июля 1943 года по 23 августа 1943 года
- Белгородско-Харьковская операция — c 3 августа 1943 года по 23 августа 1943 года
- Витебско-Оршанская операция — с 22 июня 1944 года по 28 июня 1944 года
- Белорусская наступательная операция «Багратион» — с 23 июня 1944 года по 29 августа 1944 года
- Сандомирско-Силезская операция — с 12 января 1945 года по 3 февраля 1945 года
- Нижне-Силезская наступательная операция — с 8 февраля 1945 года по 24 февраля 1945 года
- Берлинская наступательная операция — с 16 апреля 1945 года по 8 мая 1945 года
- Пражская операция — с 5 мая 1945 года по 12 мая 1945 года

## Почётные наименования
- 89-му гвардейскому истребительному авиационному полку 6 июля 1944 года За отличие в боях за овладение городом и оперативно-важным железнодорожным узлом Орша приказом[7] ВГК присвоено почётное наименование «Оршанский».

## Награды
- За образцовое выполнение боевых заданий командования в боях с немецкими захватчиками за овладение городом Пиотркув (Петроков) и проявленные при этом доблесть и мужество 89-й гвардейский Оршанский истребительный авиационный полк 19 февраля 1945 года Указом Президиума Верховного Совета СССР награждён орденом Богдана Хмельницкого II степени[8]

## Отличившиеся воины полка
- Дзюба Иван Михайлович, майор, командир эскадрильи 12-го истребительного авиационного полка 57-й смешанной авиационной дивизии, майор, Указом Президиума Верховного Совета СССР удостоен звания Героя Советского Союза. Золотая Звезда № 601.
- Дранко Пётр Александрович, гвардии майор, командир эскадрильи 89-го гвардейского истребительного авиационного полка, майор, Указом Президиума Верховного Совета СССР удостоен звания Героя Советского Союза. Золотая Звезда № 1104.
- Гончар Иван Алексеевич, гвардии старший лейтенант, командир звена 89-го гвардейского истребительного авиационного полка, старший лейтенант, Указом Президиума Верховного Совета СССР удостоен звания Героя Советского Союза. Посмертно.
- Королёв Виталий Иванович, гвардии майор, командир эскадрильи 89-го гвардейского истребительного авиационного полка, майор, Указом Президиума Верховного Совета СССР удостоен звания Героя Советского Союза. Золотая Звезда № 6526.
- Обухов Тимофей Петрович, майор, штурман 12-го истребительного авиационного полка, майор, Указом Президиума Верховного Совета СССР удостоен звания Героя Советского Союза. Золотая Звезда № 973.

## Статистика боевых действий
Всего за годы Великой Отечественной войны полком:
| Выполнено боевых вылетов | Сбито самолётов в воздухе | Уничтожено самолётов всего |
| ------------------------ | ------------------------- | -------------------------- |
| 7279                     | 278                       | 289                        |

Свои потери:
| Потеряно самолётов, всего | Погибло лётчиков всего | Погибло лётчиков в воздушных боях | Не вернулись с боевого задания | Погибло при налётах и прочие небоевые потери | Погибло в авиакатастрофах и умерло от ран |
| ------------------------- | ---------------------- | --------------------------------- | ------------------------------ | -------------------------------------------- | ----------------------------------------- |
| 132                       | 80                     | 32                                | 38                             | 1                                            | 8                                         |

## Базирование полка
- Риза, Германия, 4.45 — 5.45
- Прага, Чехословакия, 5.45 — 8.45
- Веспрем-Ютас, Венгрия, 8.45 — 12.45
- Тапольца, Венгрия, 12.45 — 6.46
- Секешфехервар, Венгрия, 6.46 — 4.47

## Самолёты на вооружении
| Период      | Самолёты |
| ----------- | -------- |
| 1941 — 1942 | Як-1     |
| 1942 — 1943 | Як-7Б    |
| 1943 — 1945 | Як-9Д    |
| 1945 — 1947 | Як-9У    |